# Aruba Dushi Tera
Aruba Dushi Tera (Aruba Dolç País) és l'Himne nacional d'Aruba. És un vals, escrit per Juan Chabaya Lampe i compost per Rufo Wever, és oficialment l'himne des del 18 de març de 1976.